# أليف ستار
محمد علي بن محمد ستار (من مواليد 19 سبتمبر 1990) هو مغني وممثل ومذيع تلفزيوني ماليزي. بدأ أليف مسيرته الغنائية بعد فوزه بالمركز الثالث في مسابقة الغناء الواقعية واحد في المليون (OIAM)، في موسمه الافتتاحي في عام 2006.

## روابط خارجية
- أليف ستار على موقع IMDb (الإنجليزية)
- أليف ستار على موقع ميوزك برينز (الإنجليزية)
- أليف ستار على موقع ديسكوغز (الإنجليزية)
- أليف ستار على موقع قاعدة بيانات الفيلم (الإنجليزية)